# Wanda Wasilewska

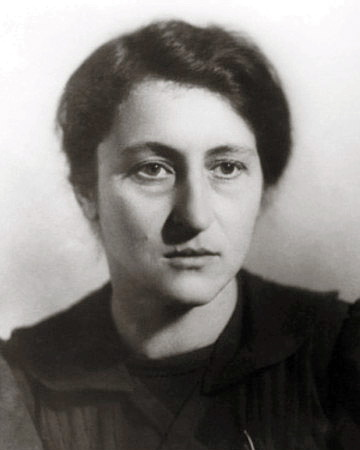
Wanda Wasilewska

Wanda Wasilewska (* 21. Januar 1905 in Krakau, Österreich-Ungarn; † 29. Juli 1964 in Kiew) war eine polnische und sowjetische Politikerin und Schriftstellerin.

## Leben
Wasilewska war Tochter eines bekannten polnischen Linkspolitikers (PPS), des ehemaligen Außenministers Leon Wasilewski (1918–19). Sie studierte Polonistik an der Jagiellonen-Universität in Krakau und wurde 1927 promoviert. Bevor sie ihre Arbeit als Polonistiklehrerin und Redakteurin der Zeitungen Robotnik (Der Arbeiter), Naprzód (Vorwärts) und Dziennik Popularny (Populäres Tagblatt) aufnahm, war sie in sozialistischen Jugendorganisationen tätig gewesen.
In der PPS-Führung setzte sie sich für Zusammenarbeit mit den Kommunisten und der Sowjetunion ein. Diese Linie war umstritten, weil die Mehrheit der PPS-Mitglieder und -Sympathisanten jede Form der Zusammenarbeit mit der Sowjetunion und der KPP ablehnten. Da sie ihren Kurs der Annäherung an die KPP nicht durchsetzen konnte, wurde sie selbst zur Kommunistin. Außerdem engagierte sich Wasilewska zusammen mit dem Linken Wacław Barcikowski und Teodor Duracz in der Liga für Verteidigung der Menschen- und Bürgerrechte.
1936 organisierte sie den Kongress der Polnischen Intellektuellen in Lemberg, der sich schnell zu einer Demonstration gegen die Politik der „Sanacja“ wandelte. Wegen der großen Sympathie, die ihr Vater bei der Regierung genoss, wurde sie nicht verhaftet, obwohl sie selbst mit ihrem Vater auf Kriegsfuß stand. Im folgenden Jahr wurde sie wegen ihrer kommunistischen Ansichten aus dem Polnischen Lehrerverband ausgeschlossen.
Im September 1939 floh sie vor dem deutschen Überfall auf Polen in die Sowjetunion. Nach dem 17. September erhielt sie die sowjetische Staatsbürgerschaft und ließ sich im sowjetisch okkupierten  Lemberg nieder, während ihre Mutter im deutsch besetzten Warschau blieb. Sie verteidigte den Ribbentrop-Molotow-Pakt. In Lemberg arbeitete sie bei der Zeitschrift Czerwony Sztandar (Rote Fahne) und gewann rasch die Sympathie von Stalin. 1940 wurde Wasilewska zur Leiterin des Dramatischen Theaters in Lemberg und zugleich Abgeordnete für Ostgalizien im Obersten Sowjet der UdSSR. Sie selbst sprach damals über sich als „ehemalige Polin“, wodurch sie sich den besonderen Hass der unter sowjetischer Okkupation lebenden Polen zuzog.
Zusammen mit Jerzy Putrament gründete sie die Zeitschrift Nowe Widnokręgi, in der sie gegen die polnische Exilregierung in London und für den Aufbau des Kommunismus in Polen agitierte. Sie wurde zur bedingungslosen Stalinistin, ihr wird der Ausspruch zugeschrieben: „Selbst wenn durch Zufall ein Unschuldiger stirbt, so ist dies besser, als wenn die UdSSR untergeht.“
Nach dem Ausbruch des Deutsch-Sowjetischen Krieges war sie in der Roten Armee als Kriegskorrespondentin tätig und wurde zum Politruk im Range eines Obersten der Roten Armee. Ihre Propagandabroschüren wurden millionenfach unter den Rotarmisten verbreitet. Auch war sie in die Aufstellung der von Moskau abhängigen polnischen Streitkräfte (der Kościuszko-Division) eingebunden. 1943 wurde sie Vorsitzende des Bundes der Polnischen Patrioten (ZPP) in der UdSSR, der nicht nur polnische Kommunisten, sondern auch aus den Sibirien-Lagern befreite Zentrumspolitiker, die sich Stalin unterworfen hatten, umfasste.
In dieser Eigenschaft beschuldigte sie in zahlreichen Artikeln und Reden die Wehrmacht, das Massaker von Katyn verübt zu haben. Über Radio Moskau griff sie auch die polnische Exilregierung scharf an, sie warf ihr vor, mit der Forderung nach einer unabhängigen Untersuchungskommission unter Schirmherrschaft des Roten Kreuzes zu der  „antisowjetischen Hetze“ („antyradziecka heca“) Propaganda für das NS-Regime zu machen. Als die sowjetischen Behörden im Januar 1944 eine eigene Untersuchungskommission unter Leitung des Medizinprofessors Nikolai Burdenko in den Wald von Katyn entsandten, war Wanda Wasilewska ursprünglich als deren Mitglied vorgesehen. Doch Stalin persönlich strich sie und andere Polen von der Liste, er gab die Anweisung, keine Ausländer in die Burdenko-Kommission zu berufen.
1944 wurde sie zur Vizepräsidentin des Polnischen Komitees der Nationalen Befreiung berufen, aus dem die von Moskau kontrollierte neue polnische Regierung hervorging. Doch ist sie nicht nach Polen zurückgekehrt. Sie blieb  nach dem Krieg in der UdSSR, sie setzte ihre Arbeit als Abgeordnete in Moskau fort und schrieb auch einige Bücher zum Thema Sozialismus. Sie lebte zunächst in einem eigens für die Funktionärselite gebauten Wohnkomplex, dem „Haus an der Uferstraße“, sowie einer villenartigen Datscha bei Moskau. Sie hatte Zugang zu den Sonderläden der Parteieilite und zeigte sich in Pelzmänteln. Auch nach ihrer Übersiedlung nach Kiew lebte sie in luxuriösen Verhältnissen. Nach den Berichten von Zeitzeugen war sie Kettenraucherin und auch alkoholischen Getränken zugeneigt.
1949 vertrat sie die UdSSR auf dem Weltfriedenskongress in Paris. In einer Skizze über das Pariser Kulturleben vertrat sie die Auffassung, dass die Comédie-Française schlechter sei als jedes beliebige Amateurtheater in der Sowjetunion und Edith Piaf schlechter singe als eine Kolchosbäuerin. Sie schickte Berichte über ihre Gespräche mit polnischen Schriftstellern an den Parteichef der Ukrainischen Sowjetrepublik Nikita Chruschtschow, der sie an den polnischen Parteichef Bolesław Bierut weiterleitete. In Moskau setzte sie durch, dass der junge Dichter Andrei Wosnessenski wegen angeblich fehlender Linientreue vorübergehend nicht gedruckt wurde und nicht ins Ausland reisen durfte.
Sie starb 1964 in Kiew und wurde auf dem Baikowe-Friedhof beigesetzt. Die Todesanzeige in der sowjetischen Presse unterzeichneten Parteichef Leonid Breschnew, KGB-Chef Juri Andropow sowie die Schriftsteller Ilja Ehrenburg und Michail Scholochow.
In der Volksrepublik Polen wurden nach ihr zahlreiche Schulen, Straßen und Institutionen benannt, darunter das Historische Militärinstitut in Warschau. Nach der politischen Wende von 1989/90 wurde ihr Namen weitgehend aus dem öffentlichen Raum gestrichen.

## Literarisches Schaffen
In der polnischen Literatur zählt Wasilewska zu den Vorläufern des Sozialistischen Realismus, der in den ersten Nachkriegsjahren auch in Polen obligatorische Leitlinie für die Schriftsteller wurde. Sie verfasste Romane und Kinderbücher. Letztere gehörten sowohl in der Sowjetunion als auch in der Volksrepublik Polen zur Schullektüre. Dreimal wurde sie mit dem Stalinpreis für Literatur ausgezeichnet (1943, 1946, 1952). Ihre Bücher erschienen auf Russisch in der Sowjetunion in einer Gesamtauflage von mehr als zehn Millionen Exemplaren. Nach dem Tod Stalins wurden sie allerdings kaum noch gedruckt.

## Ehen
Ihr erster Mann Roman Szymański, ein früherer Kommilitone, starb kurz nach der Hochzeit an Typhus. Mit ihm hatte sie eine Tochter, Ewa. Der zweite, der Maurer und Gewerkschafter Marian Bogatko, den sie 1936 heiratete, wurde im Mai 1940 von einem NKWD-Kommando erschossen. Die von den sowjetischen Besatzern kontrollierte Presse beschuldigte ukrainische Nationalisten des Anschlags. Nach Berichten von Zeitzeugen, darunter die Schriftsteller Władysław Broniewski und Aleksander Wat, war unter den Eheleuten zuvor ein heftiger Streit ausgebrochen, weil Bogatko auf die Verarmung der Bevölkerung unter der Sowjetherrschaft hingewiesen hatte. Chruschtschow räumte in seinen posthum erschienenen autobiographischen Skizzen ein, dass die Täter aus dem NKWD kamen. Doch sei Wanda Wasilewska mitgeteilt worden, dass es sich um einen Irrtum gehandelt habe, das NKWD-Kommando habe eine ganz andere Person festnehmen sollen.
Für alle Fälle ordnete Chruschtschow den kommunistischen Schriftsteller Oleksandr Kornijtschuk zu ihrer Betreuung ab; dieser wurde ihr dritter Ehemann. Der US-amerikanische Schriftsteller John Steinbeck war bei seiner Reise in die Sowjetunion 1947 zu Gast bei Wasilewska und Kornijtschuk in Kiew. Er beschrieb die luxuriöse Wohnung und das überreichliche Essen mit erlesenen Köstlichkeiten in einer Stadt, deren Bevölkerung unter größten Versorgungsschwierigkeiten litt. Nach Berichten von Zeitzeugen hat Kornijtschuk sie permanent betrogen; mindestens zwei von ihm anerkannte uneheliche Kinder sind aus seinen anderweitigen Beziehungen hervorgegangen. Den Berichten zufolge hat sie in ihrem Testament verfügt, dass sie nicht mit ihrem Mann begraben werden möchte. Dieser starb acht Jahre nach ihr und wurde in der Tat in einem anderen Grab beigesetzt.

## Werke
- Magda (1935)
- Regenbogen über dem Dnjepr (1942)
- Lied über den Wassern (1952, Trilogie)
- Boden im Joch (1938) – Verlag Volk und Welt. Berlin, 1951.
- Einfach Liebe (1944)